# Григорий III (папа римский)
Григо́рий III (лат. Gregorius PP. III; 690 — 28 ноября 741) — папа римский с 18 марта 731 года по 28 ноября 741 года, святой Римско-католической церкви. Находился на папском престоле в так называемый третий период (604—882), когда происходило, в частности, активное распространение христианства и римской культуры среди германских языческих племён. В тот период также происходили войны с арабами, в которых отличился майордом франкский Карл Мартелл, остановивший в битве при Пуатье (732) дальнейшее продвижение арабов в Европу. Был последним папой неевропейского происхождения до 2013 года, когда папой стал аргентинец Хорхе Марио Бергольо, принявший имя Франциск.

## Иконоборчество и внутренние вопросы церкви

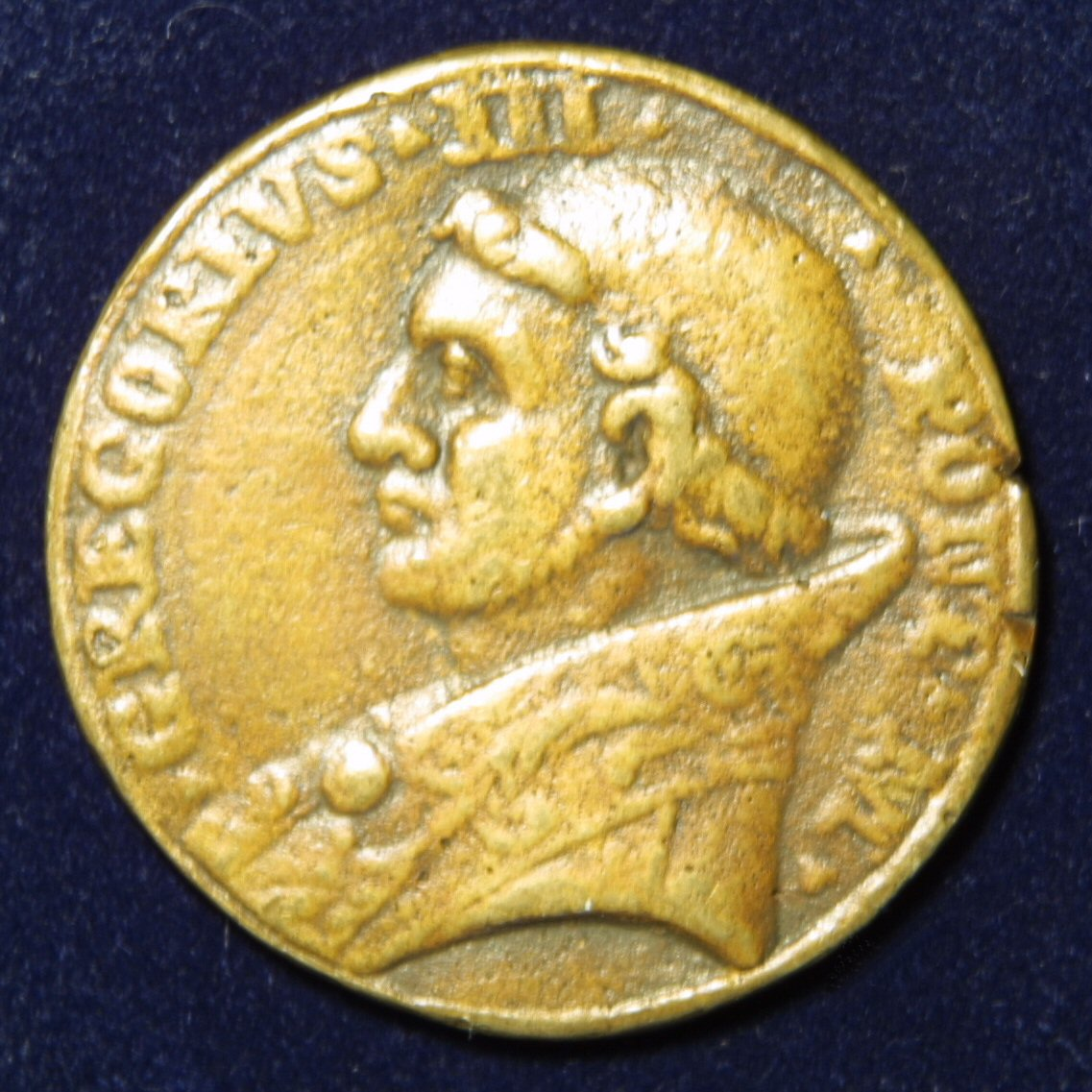
Папа Григорий III, Папский медальон XVIII века, аверс

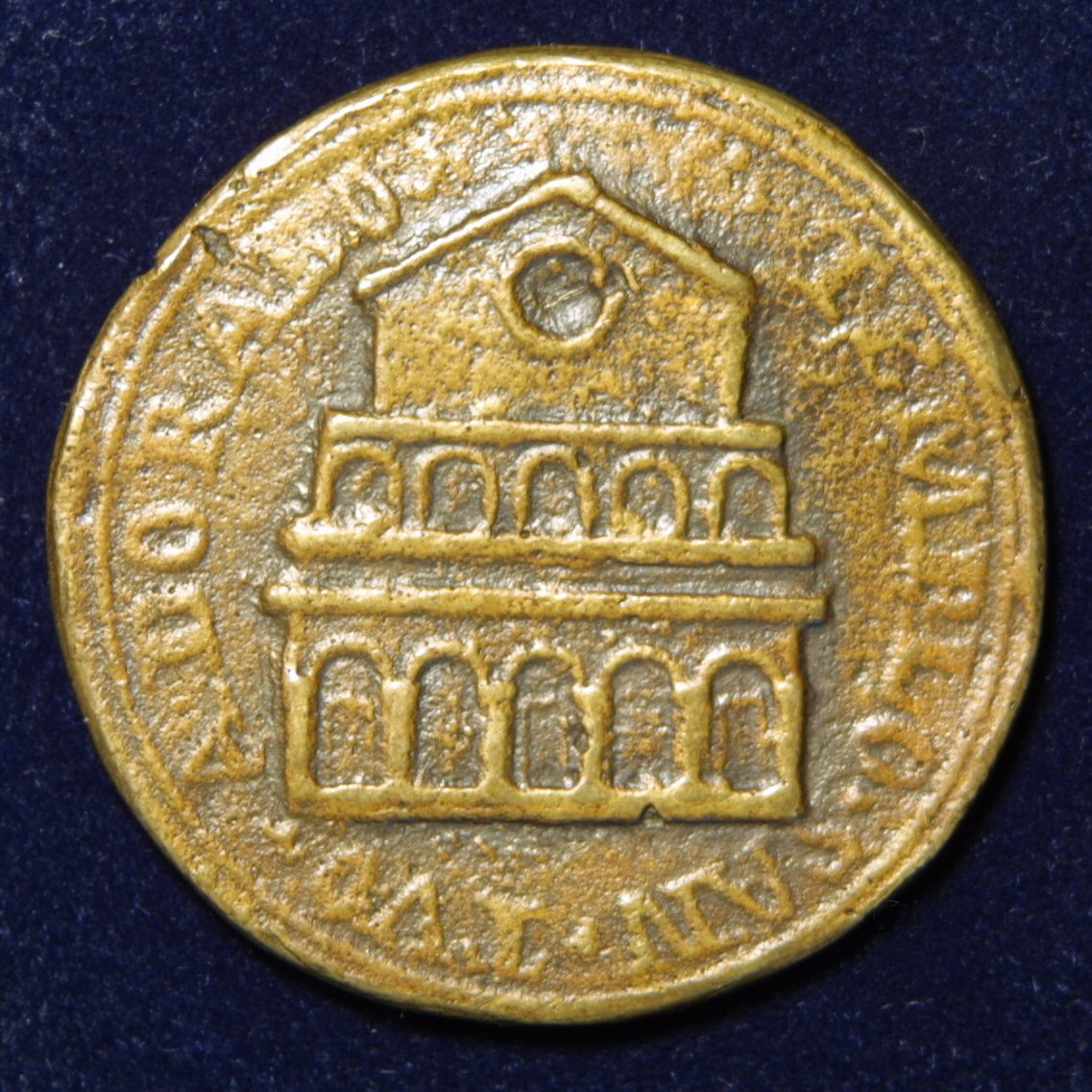
Папа Григорий III, Папский медальон XVIII века, реверс

Григорий был сыном сирийца-христианина по имени Иоанн. Он был избран папой всенародным единодушным одобрением 11 февраля 731 года, но не был официально рукоположён до 18 марта, после получения одобрения со стороны византийского экзарха в Равенне. Он был последним папой, которому потребовалось согласие экзарха на интронизацию.
Вступив на папский престол, Григорий ІІІ сразу же обратился к византийскому императору Льву III, чтобы тот смягчил свою позицию по иконоборчеству. Когда представитель Григория ІІІ был арестован по приказу императора, папа созвал Синод в ноябре 731 года, осудив иконоборчество. Лев ІІІ ответил, пытаясь вернуть папу под контроль, но флот, посланный им для обеспечения императорской воли, погиб в ходе шторма в Адриатическом море. Император передал церковные юрисдикции в Сицилии и Калабрии константинопольскому Патриарху. Однако его попытка заставить герцога Неаполя реализовать указ о конфискации папских владений в герцогстве не удалась, так как герцог поддержал папу.
Григорий ІІІ открыто демонстрировал неприятие иконоборчества, подчёркивая своё почитание икон и мощей. Он отремонтировал и украсил многочисленные церкви. Он также приказал возвести в центре базилики Святого Петра иконостас, расположенный между шестью ониксовыми и мраморными колоннами, которые были направлены Григорию ІІІ в подарок экзархом Евтихием. Григорий ІІІ был активным сторонником монашества. Он учредил монастырь Святого Хрисогона и перестроил хоспис Святых Сергия и Вакха, недалеко от собора Святого Петра, передав его на нужды бедных.
Временное затишье в конфликте между византийцами и лангобардами позволило Григорию ІІІ заняться урегулированием некоторых давних внутренних проблем, в частности, продолжавшегося юрисдикционного спора между патриархами Градо и Аквилеи. Синод 731 года вынес решение в этом вопросе в пользу Градо, и Григорий ІІІ упрекал патриарха Аквилеи, Каллиста, который пытался завладеть островом Барбана, находившимся в юрисдикции Градо. В 731 году он утвердил выборы Татвина, архиепископа Кентерберийского, который приехал в Рим лично, чтобы попросить мантию архиепископа. Григорий ІІІ одобрил избрание его преемника, Нотхельма, однако в 735 году он согласился на требования короля Нортумбрии, Кеолвулфа, возвести Эгберта, епископа Йоркского, в сан архиепископа.
Григорий ІІІ способствовал развитию церкви в Северной Европе. Он поддержал продолжавшуюся миссию святого Бонифация в Германии, возведя его в сан архиепископа Германии в 732 году. После личного визита Бонифация в Рим в 737 году Григорий сделал Бонифация папским легатом в Германии. Григорий послал Бонифация обратно в Баварию с тремя письмами. Одно повелело епископам и высшим церковным чинам обеспечить Бонифацию всю возможную помощь. Второе было адресовано знати и народу Германии и призывало их уважать Бонифация. Третье было обращено к епископам в Алеманнии и Баварии и подтвердило статус Бонифация как папского викария. Григорий ІІІ способствовал миссии Виллибальда в Чехии.
В 732 году Григорий ІІІ запретил потребление конины, предав её анафеме как «мерзость», так как это было связано с языческими ритуалами жертвоприношений.

## Конфликт с лангобардами
Сознавая сохранявшуюся угрозу со стороны лангобардов, Григорий III завершил реставрацию стен Рима в начале 730-х годов. Он также укрепил Чивитавеккью, приобретя у герцога Тразимунда II Сполетского крепость Галлезе у Фламинийской дороги.
Оппозиция Григория ІІІ иконоборчеству не противоречила его усилиям по сохранению позиций империи в Италии, в частности, по противодействию захвату лангобардами Равеннского экзархата. В 738 году король лангобардов  Лиутпранд потребовал, чтобы герцоги Сполето и Беневенто разорили область вокруг Рима, но оба отказались, сославшись на договор с папой. Григорий ІІІ активно поощрял восстание Тразимунда II, заставив Лиутпранда временно отказаться от своих нападений на экзархат и заняться подавлением мятежа. Тразимунд ІІ был вынужден бежать в Сполето, а затем искать убежища в Риме, где он был встречен Григорием ІІІ.
К середине 739 года Лиутпранд еще раз напал на экзархат и угрожал Риму. В отчаянии Григорий ІІІ отправил послов к герцогу Карлу Мартеллу, франкскому мажордому. Когда в 737 году умер франкский король Теодорих IV, папа предложил Карлу встать на престол. Он отказался, но правил без короля, а папа сказал про него: «Почти король!». Григорий III был в хороших отношениях с Мартеллом, и даже дал ему титул римского «патриция» (охранителя Рима).
Несмотря на то, что Григорий ІІІ обещал официально поставить папство и весь Запад под защиту франков, Карл не обещал помощи. Лангобарды захватили города Амелия, Орте, Бомарцо и Блера, что вынудило Григория ІІІ вновь написать Карлу, умоляя его о помощи:
"Наша скорбь побуждает нас обратиться к Вам еще раз, надеясь, что вы любящий сын Петра и что из уважения к нему вы придете и защитите Церковь Божию и Его народ, который ныне не в состоянии переносить гонения и притеснения лангобардов... Пожалуйста, приходите немедленно, чтобы показать свою любовь к Святому Петру... "
На этот раз Карл Мартелл послал посольство в Рим, и эта неявная поддержка вместе с началом лихорадки, поразившей войско лангобардов, вынудила Лиутпранда уйти обратно в Павию в конце августа 739 года. Воспользовавшись этим, Григорий ІІІ согласился поддержать возвращение Тразимунда II в Сполето. Тразимунд ІІ добрался домой к декабрю 739 года, но отказался передать четыре захваченных города, как обещал в обмен на папскую поддержку. В это же время стало известно о болезни Карла Мартелла, и Лиутпранд в 740 году вновь напал на экзархат, заставив Григория ІІІ в очередной раз обратиться к франкам, которые снова отказались принять участие в обороне Рима. Он послал посольство к Лиутпранду, прося о возвращении городов, но безуспешно.
Так и не сумев ликвидировать лангобардскую угрозу, Григорий III скончался 28 ноября 741 года. Он был похоронен в соборе святого Петра. Праздник Святого Григория празднуется 28 ноября.